# Кредит-Ривер (тауншип, Миннесота)
Кредит-Ривер (англ. Credit River) — тауншип в округе Скотт, Миннесота, США. На 2000 год его население составило 3895 человек.

## География
По данным Бюро переписи населения США площадь тауншипа составляет 61,8 км², из которых 60,7 км² занимает суша, а 1,1 км² — вода (1,72 %).

## Демография
По данным переписи населения 2000 года здесь находились 3895 человек, 1242 домохозяйства и 1105 семей. Плотность населения — 64,1 чел./км². На территории тауншипа расположено 1252 постройки со средней плотностью 20,6 построек на один квадратный километр. Расовый состав населения: 98,18 % белых, 0,28 % афроамериканцев, 0,28 % коренных американцев, 0,74 % азиатов, 0,10 % — других рас США и 0,41 % приходится на две или более других рас. Испанцы или латиноамериканцы любой расы составляли 0,56 % от популяции тауншипа.
Из 1242 домохозяйства в 48,3 % воспитывались дети до 18 лет, в 81,7 % проживали супружеские пары, в 3,7 % проживали незамужние женщины и в 11,0 % домохозяйств проживали несемейные люди. 7,7 % домохозяйств состояли из одного человека, при том 1,0 % из — одиноких пожилых людей старше 65 лет. Средний размер домохозяйства — 3,13, а семьи — 3,29 человека.
31,6 % населения — младше 18 лет, 6,0 % — в возрасте от 18 до 24 лет, 31,0 % — от 25 до 44, 27,4 % — от 45 до 64, и 4,0 % — старше 65 лет. Средний возраст — 37 лет. На каждые 100 женщин приходилось 103,2 мужчин. На каждые 100 женщин старше 18 приходилось 106,7 мужчин.
Средний годовой доход домохозяйства составлял 78 501 доллар, а средний годовой доход семьи — 79 852 доллара. Средний доход мужчин — 55 739 долларов, в то время как у женщин — 38 000. Доход на душу населения составил 29 567 долларов. За чертой бедности находились 2,2 % семей и 3,1 % всего населения тауншипа, из которых 5,7 % младше 18 и 2,6 % старше 65 лет.